# كريستيان مارسيلو ألفاريز
كريستيان مارسيلو ألفاريز (بالإسبانية: Cristian Marcelo Álvarez) هو لاعب كرة قدم أرجنتيني في مركز الوسط، ولد في 28 سبتمبر 1992 في مدينة ترينكيو لايكيون في الأرجنتين. لعب مع بوكا جونيورز وريونيغرو أغيلاس.

## وصلات خارجية
- كريستيان مارسيلو ألفاريز على موقع قاعدة بيانات كرة القدم.إي يو (الإنجليزية)
- كريستيان مارسيلو ألفاريز على موقع Soccerway.com (الإنجليزية)
- كريستيان مارسيلو ألفاريز على موقع AS.com (الإسبانية)